# Sfera al The Venetian

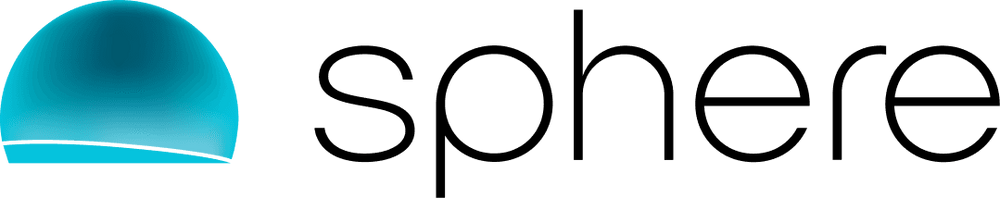
Logo della Sfera.

La Sfera al The Venetian (in inglese: Sphere at The Venetian Resort), semplicemente chiamata Sfera o in inglese Sphere, precedentemente denominata MSG Sphere, è un'arena ellissoidale di musica e intrattenimento a Paradise, Nevada, Stati Uniti, vicino alla Strip di Las Vegas e a est del resort The Venetian. Ideato da Populous, il progetto è stato annunciato dalla Madison Square Garden Company nel 2018. L'auditorium da 18.600 posti viene commercializzato per le sue capacità video e audio coinvolgenti, che includono uno schermo LED interno semi-sferico con una risoluzione 16K, altoparlanti con tecnologie di beamforming e sintesi del campo sonoro ed effetti fisici 4D. Anche l'esterno dell'arena dispone di 54 000 m² di display LED curvi. La Sfera misura 112 metri di altezza e ha una larghezza massima di 157 metri.
La costruzione iniziò nel corso del 2019, con l'apertura inizialmente prevista per il 2021. La costruzione è stata sospesa per diversi mesi nel 2020, a causa dell'interruzione della fornitura di materiali causata dalla pandemia di COVID-19. La Sfera è stata inaugurata il 29 settembre 2023, con il primo dei 25 concerti che la rock band U2 con l'evento U2:UV Achtung Baby Live at Sphere ha tenuto all'interno dell'arena fino al 16 dicembre 2023.

## Storia
Il progetto, allora noto come MSG Sphere, è stato annunciato nel febbraio 2018. Il progetto era inizialmente una partnership tra la Madison Square Garden Company (MSG) e la Las Vegas Sands. La Sfera si trova appena fuori dalla Strip di Las Vegas e ad est del The Venetian, che è stato aperto dalla Las Vegas Sands nel 1999. Quest'ultimo ha contribuito fornendo i 7,3 ettari di terreno necessari alla realizzazione del progetto. La Apollo Management ha acquistato il Venetian nel 2022 ed è diventato il nuovo partner di MSG nel progetto Sphere, subentrando alla Las Vegas Sands. I terreni su cui giace la Sfera sono stati acquistati dalla Vici Properties.
Il progetto è stato ideato da Populous, includendo al suo interno lo schermo LED più grande del mondo. MSG inizialmente stimò il costo del progetto in 1,2 miliardi di dollari. Nel febbraio 2020, la società ha affermato che il costo era aumentato a 1,66 miliardi di dollari a seguito di modifiche alla progettazione consistenti e in miglioramenti per gli spettatori. Il costo ha continuato ad aumentare, superando infine i 2 miliardi di dollari a causa della crisi globale delle forniture tra il 2021 e il 2023 e dell'inflazione in corso in quegli anni. Con un costo finale previsto di 2,3 miliardi di dollari, è il luogo di intrattenimento più costoso nella storia di Las Vegas, battendo l'Allegiant Stadium, cui costo di realizzazione fu di 1,9 miliardi di dollari.

### Costruzione
Il 27 settembre 2018 si è tenuta una cerimonia di posa della prima pietra alla quale hanno partecipato circa 300 persone, tra cui Sheldon Adelson di Las Vegas Sands e il governatore del Nevada Brian Sandoval. Nel novembre 2018, è stato riferito che insieme alla Sfera sarebbero stati realizzati anche nuovi bar, suite private, un museo e spazi commerciali. AECOM, società che realizzò molti altri stadi, inclusa la T-Mobile Arena di Las Vegas, ha iniziato i lavori nel febbraio 2019. Per realizzare l'opera sono stati rimossi, scavando, circa 84.101 m³ di terriccio e caliche, impiegando circa 400 lavoratori edili.
Ad ottobre 2019, risultavano completati i 7 400 m² del seminterrato nonché il piano terra dell'edificio sferico. Per la realizzazione del piano interrato, lo scavo raggiunse i 6,4 metri di profondità. Nel dicembre 2019, la Sfera ha raggiunto i 20 metri di altezza con il completamento di otto piani esterni.
Nel febbraio 2020, una gru cingolata Demag CC-8800 in grado di raggiungere i 180 metri di altezza è stata allestita sul lato nord-est del sito con lo scopo di sollevare materiali da costruzione pesanti. La gru, realizzata in Germania, è stata trasportata via mare attraverso l'Oceano Atlantico da Zeebrugge, in Belgio, a Port Hueneme, in California. La gru ha poi avuto bisogno di 120 autotreni per essere trasportata a Las Vegas. Per assemblare la gru, è stata necessaria una gru separata, un processo che ha richiesto 18 giorni. Nel marzo 2020, la costruzione ha raggiunto il punto di massima larghezza della Sfera, che misura 157 m, situato a 33 m di altezza.
L'apertura del progetto era prevista per il 2021. Tuttavia, MSG ha annunciato il 31 marzo 2020 che la costruzione sarebbe stata sospesa a causa della pandemia di COVID-19. Ulteriori ritardi sono stati causati da un ritardo delle forniture dei materiali da costruzione. Nell'agosto 2020, MSG Entertainment ha annunciato che la costruzione del progetto era ripresa, con l'apertura riprogrammata per il 2023. Nei successivi 15 mesi, la costruzione ha riguardato realizzazioni con calcestruzzo e acciaio nonché dal tetto a cupola in acciaio da 13.000 tonnellate, la parte più complessa del progetto, completata nell'ottobre 2020, quando sono state installate due travi in acciaio da 240 tonnellate.
MSG è subentrata come appaltatore generale del progetto nel dicembre 2020, sebbene AECOM abbia continuato a fornire supporto. Nel febbraio 2021 è stato installato per sollevamento un anello strutturale in acciaio da 170 tonnellate: a causa delle sue dimensioni, l'anello ha dovuto essere assemblato in cantiere, richiedendo tre settimane per saldare e imbullonare insieme i pezzi prefabbricati in acciaio.

#### Tetto, esosfera e interni

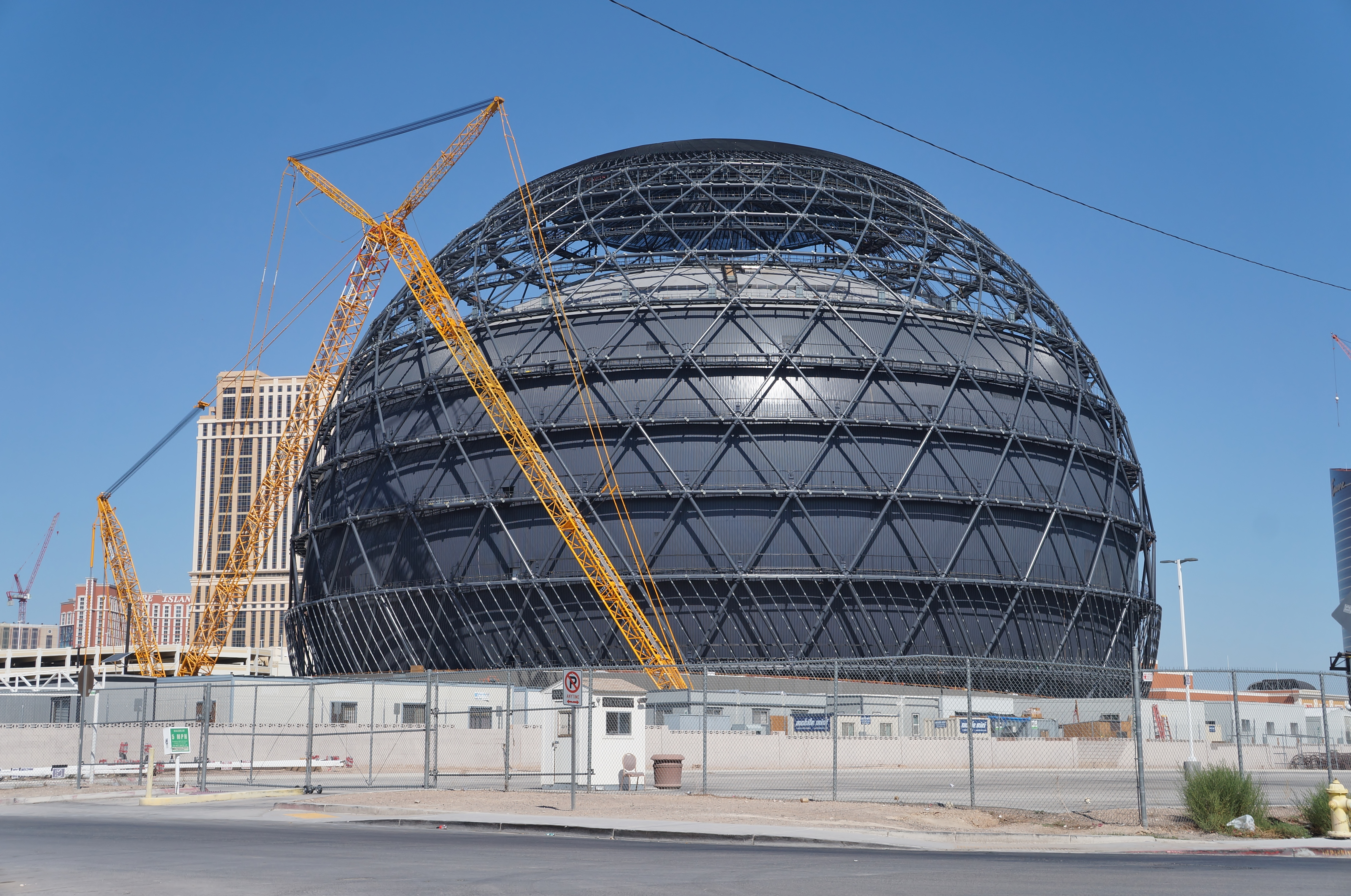
Costruzione dell'esosfera nel settembre 2022

Il tetto della cupola ha richiesto 3 000 tonnellate di acciaio. Il tetto ha iniziato a prendere forma nel marzo 2021, quando è iniziata l'installazione di 32 capriate, ciascuna del peso di 100 tonnellate. Per il completamento si è reso necessario lo spostamento della gru nel lato sud della costruzione.
La cupola è stata completata il 18 giugno 2021 quando erano già in corso i lavori sull'esosfera esterna da realizzare attorno alla struttura. L'esosfera, costituita da pannelli luminosi a LED visibili a diversi chilometri di distanza, risulta più alto del 30% rispetto alla cupola. I lavori all'interno della sfera sono iniziati nell'agosto 2021.
Una volta completata la struttura in acciaio del tetto, 4 600 m³ di calcestruzzo sono stati poi pompati sul tetto, formando uno strato di 250 mm di spessore e del peso di circa 10 000 tonnellate. Il tetto è stato terminato nell'ottobre 2021.
I lavori continuati durante il corso del 2022 e l'inizio del 2023, hanno visto come ultima fase l'installazione degli schermi a LED, illuminati per la prima volta il 4 luglio 2023, durante le celebrazioni del Giorno dell'Indipendenza.

### Apertura
Inizialmente nota come MSG Sphere, è stata ridenominata Sphere at the Venetian Resort nel corso del 2023. La Sfera è stata inaugurata il 29 settembre 2023, con un concerto degli U2, primo di una serie di 25 concerti del residency show che la band irlandese terrà all'interno dell'arena intitolato U2:UV Achtung Baby Live at Sphere. L'evento è stato il primo spettacolo dal vivo del gruppo dal 2019. MSG prevede di ospitare da quattro a sei serie di concerti ogni anno presso la Sfera. La Sfera dà lavoro a quasi 3 000 persone.

## Caratteristiche

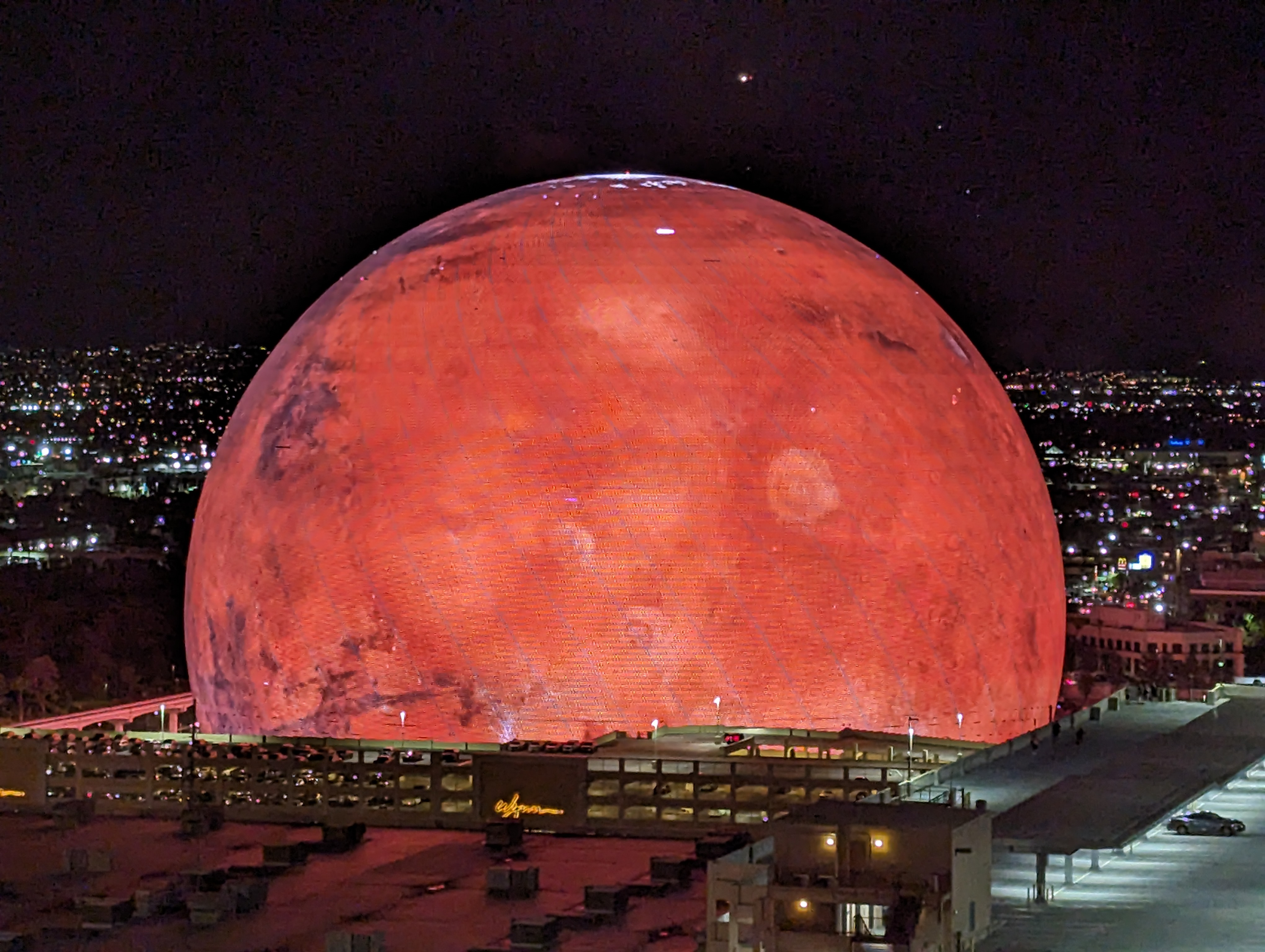
La Sfera che mostra un'immagine della superficie di Marte.

Di forma semi-ellissoidale, la Sfera è alta 112 m e larga 157 m. È il più grande edificio sferico del mondo con una superficie di 81 300 m². I posti a sedere, che occupano circa due terzi dell'interno mentre il palco occupa la parte rimanente, sono 18 600, tutti dotati di accesso ad internet ad alta velocità, di cui 10 000 che hanno la tecnologia tattile incorporata. La Sfera può ospitare 20 000 persone in piedi. L'arena ha nove livelli, compreso il seminterrato, dove si trova un club VIP. Sono incluse un totale di 23 suite distribuite al terzo e al quinto piano.
L'interno della Sfera è dotato di uno schermo LED semi-sferico con risoluzione 16K, che misura 15 000 m², diventando lo schermo LED ad alta risoluzione più grande al mondo. L'esterno della Sfera è dotato di 54 000 m² di LED, che ricoprono quasi l'intera superficie. Sia gli schermi interni che quelli esterni sono stati prodotti da SACO Technologies, un'azienda canadese specializzata in display video e illuminazione a LED.
The Sphere è dotato di un sistema surround realizzato con lo speaker X1 di Holoplot, che utilizza tecnologie di beamforming e sintesi del campo sonoro ed è dotato di 96 driver ciascuno. Il sistema audio comprende 1 600 altoparlanti X1 fissi, installati dietro i pannelli LED, e 300 altoparlanti mobili, per un totale di 167 000 circa speaker driver. Il sistema audio può anche trasmettere il suono attraverso il pavimento. È possibile utilizzare le funzionalità 4D, tra cui odori e vento.
L'arena ospiterà principalmente spettacoli di premiazione e concerti, oltre ad altri eventi di intrattenimento. Sebbene non sia progettato per adattarsi al tradizionale layout di un'arena per sport come il basket e l'hockey su ghiaccio, può ospitare eventi sportivi sul ring come boxe e arti marziali miste, nonché tornei di eSport.
Completano la proprietà 304 posti auto, mentre ulteriori posti saranno disponibili presso i parcheggi dei vicini The Venetian, Palazzo e Venice Expo. Un ponte pedonale di 300 metri collega la Sfera all'Expo e ci sono progetti per costruire una nuova stazione della monorotaia di Las Vegas per servire la Sfera e il The Venetian, progetti che tuttavia sono stati sospesi nell’aprile 2020, a causa dell’impatto finanziario della pandemia.

## Eventi

### Concerti
| Data                                    | Artista | Artista di supporto | Evento/Tour                       |
| --------------------------------------- | ------- | ------------------- | --------------------------------- |
| 29 settembre–16 dicembre 2023 (25 date) | U2      | Pauli Lovejoy       | U2:UV Achtung Baby Live at Sphere |

### Altri spettacoli
Il debutto di Postcard from Earth, diretto da Darren Aronofsky, è previsto per il 6 ottobre 2023. Lo spettacolo sarà preceduto dalla Sphere Experience, una dimostrazione delle capacità del locale che utilizzerà robot animatronici e olografie.

## Edifici gemelli
Un edificio identico dovrebbe essere costruito a Stratford, nell'est di Londra. MSG intende costruire altri edifici simili in tutto il mondo.